# Walter Bach
Walter Bach (Suiza, 10 de diciembre de 1909) fue un gimnasta artístico suizo, especialista en la prueba de barras paralelas con la que consiguió ser campeón olímpico en Londres 1948.

## Carrera deportiva
En los JJ. OO. de Berlín 1936 ganó la medalla de plata en el concurso por equipos, tras Alemania y por delante de Finlandia, y siendo sus compañeros de equipo: Albert Bachmann, Walter Beck, Eugen Mack, Georges Miez, Michael Reusch, Eduard Steinemann y Josef Walter.